# Onoba forresterensis
Onoba forresterensis är en snäckart som först beskrevs av Willett 1934.  Onoba forresterensis ingår i släktet Onoba och familjen Rissoidae. Inga underarter finns listade i Catalogue of Life.